# Tamur
Tamur (russisch тамур), auch pandur (пандур), ist eine zweisaitige Langhalslaute, die vom Volk der Awaren in der russischen Republik Dagestan meist zur Gesangsbegleitung gespielt wird. Das Zupfinstrument gehört zu einer Gruppe von Lauteninstrumenten mit einem schmalen Korpus, die unter ähnlichen Namen im Kaukasus verbreitet sind, darunter die pondur in Tschetschenien und die panduri in Georgien. Die agach kumuz in Dagestan ist eine mit der tamur baugleiche Langhalslaute mit drei bis vier Metallsaiten.

## Herkunft und Verbreitung
Die ältesten Belege für Langhalslauten stammen aus dem 2. Jahrtausend v. Chr. In Mesopotamien wurden zwei- bis dreisaitige Instrumente, von denen nicht bekannt ist, ob sie Bünde besaßen, stets mit einem Plektrum in der rechten Hand gezupft. Der Name pandur geht auf das sumerische pan-tur zurück, das „kleiner Bogen“ bedeutet. Die Entwicklung der Laute brachte gegenüber der Harfe den Vorteil, dass sie kleiner und leichter war und auch beim Marschieren gespielt werden konnte. Das Wort setzt sich aus pan, dem im westlichen Asien weithin geläufigen Namen für die Bogenharfe, und tur, „klein“, zusammen. Tur kommt noch in der georgischen Sprache als tar, thir oder tul in derselben Bedeutung vor. Mit pandur ist pandura für die antike griechische Laute und pandora verwandt. Franzis Galpin führt den in der arabischen Literatur erstmals im 7. Jahrhundert für ein Musikinstrument auftauchenden Namen tunbūr, entsprechend persisch tanbūr, auf pandur zurück. Zum Wortumfeld von tanbūr gehören eine Reihe von Langhalslauten in einem weiten Gebiet zwischen dem Balkan im Westen (tambura), Nordafghanistan (dambura), Südpakistan (tanburo) und Indien (tanpura, tandura). Die georgische panduri ist mit der armenischen pandura form- und sprachverwandt. Tschetschenisch pondur heißt nicht nur eine etwas anders als die tamur geformte Langhalslaute, sondern ist ferner die allgemeine Bezeichnung für ein Musikinstrument in Tschetschenien.

## Bauform
Die tamur besitzt einen schmalen Korpus, der sich elegant zum Hals verjüngt und in der Draufsicht ein langes Trapez bildet, also mit einer geraden Kante an der Unterseite endet. Im oberen Drittel ist der Korpus tiefbauchig und läuft in der Seitenansicht spitz auf das untere Ende zu. Manche Instrumente enden nicht gerade wie ein Brett, sondern gabelförmig mit mehreren Zinken. Traditionell wird der Korpus der tamur aus einem Block Lindenholz herausgeschnitten. Die hölzerne Decke ist flach und mit einigen kleinen Löchern in unterschiedlicher Anordnung perforiert. Die beiden Saiten verlaufen über einen lose auf der Decke aufgesetzten Steg bis zu seitenständigen Wirbeln am Ende des geraden Halses. Das Griffbrett hat Bünde. Einige moderne Instrumente sind entsprechend der tschetschenischen pondur mit drei Metallsaiten und Wirbeln mit Stimmmechanik wie bei der Gitarre ausgestattet. Teilweise unterscheiden die Awaren die zweisaitige tamur von der gleich geformten agach kumuz (agatsch komus oder agach komuz) mit drei bis vier Saiten. Bei den Darginern heißt die agach kumuz auch kurz kumuz, entsprechend komuz, einem in Zentralasien weit verbreiteten Namen für Langhalslauten.

## Spielweise
Der Musiker zupft mit der rechten Hand die Saiten einzeln oder produziert Akkorde, wenn er alle gleichzeitig anschlägt, und verkürzt die Saiten mit der linken Hand am Griffbrett. Die hauptsächliche Vokalmusik ist bei den Awaren und bei den meisten anderen der rund 30 verschiedenen Völker in Dagestan der Liedvortrag eines meist männlichen Solosängers, der sich auf einer Zupflaute begleitet. Die Awaren verwenden für die Gesangsbegleitung anstelle der tamur auch die Stachelfiedel chagana und die Rahmentrommel chchergilu. Die erzählende Gesangstradition, in der über kurzen melodischen Phrasen Heldengeschichten und historische Begebenheiten vorgetragen werden, ist mit derjenigen des aserbaidschanischen Barden ashyq und des türkischen aşık verwandt. Die typischen, von Männern gesungenen Lieder heißen kalul kutschdul und bestehen aus einer häufig wiederholten Melodie zur Wiedergabe der Erzählung. Eine weitere Melodiephrase umrahmt den Erzähltext als Einleitung und Schluss.
Bei den Darginern, der zweitgrößten Volksgruppe in Dagestan, steht ebenfalls der Männergesang im Mittelpunkt. Sie begleiten ihn wie die Kumyken und Lesgier mit der Langhalslaute tschongur (verwandt mit der georgischen tschonguri) oder der agach kumuz. Die gleichermaßen verwendeten Tonskalen und der Rhythmus mit einem typischen Wechsel von 6/8- und 3/4-Takten zeigen die musikalische Verwandtschaft der dagestanischen Volksgruppen.